# Loredana Errore
Loredana Errore (Bucarest, Rumanía; 27 de octubre de 1984) es una cantante italiana.
Fue finalista en el concurso nacional Cantagiro 2008 con una canción inédita compuesta por ella misma. Sin embargo, ha alcanzado el éxito en 2010 con su participación en la novena edición del programa italiano Amici di Maria De Filippi y la publicación de su primer EP Ragazza Occhi Cielo que ha alcanzado rápidamente la tercera posición en la clasificación de los álbumes más vendidos en Italia.

## Biografía

### Los inicios
Nacida en Bucarest, se trasladó a Agrigento, Sicilia, donde vivió con padres adoptivos. La música es parte integrante de su alma y por ello se inicia en el canto a la edad de sólo 6 años. Su timbre vocal único e inconfundible, y sus grandes dotes interpretativas, hacen de ella una promesa en el panorama de la música italiana actual. El amor por la música y por la vida en general la llevan a viajar mucho, tanto en Italia como al extranjero, con el objetivo de conocer siempre más gente y encontrar nuevos mundos musicales. Ya desde joven participó en varias competiciones y concursos, entre los cuales está el Festival di Napoli 2001, el festival Cantamare 2004 y el Cantagiro 2008. En 2005 compone el sencillo "House of joy" que pasa a ser la canción para el spot de Moka. Además, en 2008 accede a la fase final del "Tour Music Fest" en directo desde Mogol ganando así una beca de estudio con el maestro Luca Pitteri.
Loredana escribe letra y música de sus propias canciones. Ha participado en espectáculos en directo y proyectos musicales de varios tipos:
- finalista en el FESTIVAL DI NAPOLI 2001
- finalista en ACCADEMIA DI SANREMO 2002-2003
- segunda clasificada en el festival CANTAMARE 2004
- finalista en el PREMIO MIA MARTINI 2005
- corista de ANTONIE MICHEL en O´SCIA 2006
- participación de las 10 mejores voces en GONDOLA D´ARGENTO XXV del festival LEONE D´ORO DI VENEZIA 2006
- finalista del CANTAGIRO 2008
- finalista del TOUR MUSIC FEST 2008
Entre las canciones inéditas que se escuchan por la red y que no han sido incluidas en el EP de Loredana están "Lame", "Volo Insoluto" y "Unica".

### La participación enAmici
El 26 de septiembre de 2009 entra a formar parte de la escuela de Amici di Maria De Filippi, exhibiéndose con la canción Dio, come ti amo de Domenico Modugno. Loredana ha participado como parte integrante del equipo del Sol. En el curso de la transmisión firma un contrato con la compañía discográfica Sony Music y lanza los sencillos La voce delle stelle, Ti amo y Ragazza occhi cielo, incluidos en los recopilatorios relativos al programa, Sfida y Nove. A esto le sigue la publicación de su primer EP, Ragazza occhi cielo, lanzado el 19 de marzo de 2010, acompañado del homónimo sencillo escrito por Biagio Antonacci. En el mismo mes disputa la final del talent show de Canale 5, clasificándose en el segundo puesto.
El 18 de febrero de 2011 canta con Anna Tatangelo la canción "Bastardo" al "Festival di Sanremo" 2011.

### Su primer disco
Su primer EP titulado "Ragazza Occhi Cielo" lanzado el 19 de marzo de 2010 por la compañía discográfica Sony Italia ha debutado en la sexta posición de la clasificación oficial de los álbumes más vendidos en Italia, alcanzado rápidamente el tercer puesto según FIMI. El sencillo lleva 7 semanas en las listas habiendo alcanzado el segundo puesto en las descargas de itunes y su EP homónimo el primer puesto. Para el mismo ha participado activamente el artista también italiano Biagio Antonacci que ha compuesto dos canciones "Ragazza Occhi Cielo" y "L´Ho Visto Prima Io". También pertenece a él la canción "Oggi Tocchi a me". El EP contiene también tres pistas que se incluyen en los álbumes del programa Amici di Maria de Filippi Amici di Maria De Filippi, Sfida y Nove: La voce delle stelle, Ti amo y la misma Ragazza occhi cielo.

### Su segundo disco
Su segundo disco titulado "L'errore" lanzado el 8 de marzo de 2011 por la compañía discográfica Sony Italia ha debutado en la undécima posición de la clasificación oficial de los álbumes más vendidos en Italia. El artista Biagio Antonacci ha continuado escribiendo canciones por Loredna Errore como por ejemplo "Il muro" y "Cattiva" (en dueto con la cantante italiana Loredana Bertè).

## Discografía

### EP
| Año  | Título              | Posición | Certificado |
| Año  | Título              | FIMI     | Certificado |
| ---- | ------------------- | -------- | ----------- |
| 2010 | Ragazza occhi cielo | 3        | Platino     |
| 2011 | L'errore            | 11       | —           |

### Single
| Año  | Título                     | Posición | Álbum               |
| Año  | Título                     | Italia   | Álbum               |
| ---- | -------------------------- | -------- | ------------------- |
| 2009 | Lame                       | -        | Lame - Singolo      |
| 2010 | Ragazza occhi cielo        | 3        | Ragazza occhi cielo |
| 2010 | L'ho visto prima io        | -        | Ragazza occhi cielo |
| 2010 | Oggi tocchi a me           | -        | Ragazza occhi cielo |
| 2011 | Il muro                    | 30       | L'errore            |
| 2011 | Cattiva                    | 38       | L'errore            |
| 2011 | Che bel sogno che ho fatto | -        | L'errore            |

## Note
1. ↑  «Gli album di Loredana Errore su italiancharts.com». Consultado el 7 de abril de 2010.
2. ↑  «I singoli di Loredana Errore su italiancharts.com». Consultado el 7 de abril de 2010.
3. ↑  «FIMI, Classifica 13 del 2010 (Digital Download)». Archivado desde el original el 6 de marzo de 2016. Consultado el 9 de abril de 2010.